# Баранов, Анатолий Иванович (ликвидатор)
Баранов Анатолий Иванович (укр. Баранов Анатолій Іванович; 13 июня 1953 — 20 мая 1986) — один из ликвидаторов последствий аварии на Чернобыльской АЭС.

## Биография
Анатолий Баранов родился 13 июня 1953 года в селе (ныне посёлок городского типа) Новая Маячка, Херсонской области, Украинской ССР. С июня 1978 года работал на Чернобыльской АЭС. Прошел путь дежурного электромонтёра, мастера по ремонту аккумуляторных батарей, а также старшего дежурного электромонтёра электрического цеха. В 1982 году заочно закончил Киевский политехнический институт по специальности инженер-электрик.
26 апреля 1986 года, в ночь когда произошла авария, Анатолий выполнял свои обязанности в составе 5-й смены электрического цеха. Он сумел перевести турбогенераторы 3-го и 4-го энергоблоков с водорода на азот, что дало возможность предотвратить взрыв и пожар в машинном зале. Рискуя своей жизнью, Анатолий Иванович вместе со своими товарищами смог локализовать аварийную ситуацию на электроприборах, тем самым не дав пожару перекинуться на другие блоки электростанции.
Умер 20 мая 1986 года в 6-й Московской клинической больнице от лучевой болезни.